# Stictia carolina
Stictia carolina är en stekelart som beskrevs av Johan Christian Fabricius 1793. Stictia carolina ingår i släktet Stictia och familjen Crabronidae. Denna stekel, som förekommer i östra USA, har inget svenskt trivialnamn, men kallas på engelska för horse guard wasp. Den är en rovstekel som ofta fångar bromsar (tvåvingar av familjen Tabanidae) och den ses ofta runt hästar och boskap, där den jagar bromsarna som dras till de varmblodiga djuren. Bromsar är blodsugande insekter och verkar irriterande på hästarna och boskapen, och rovsteklarna kan därför ses som nyttodjur, som både hjälper till att hålla nere de blodsugande insekternas populationer och även ger ett visst skydd från bett, till fördel för hästarna och boskapens välbefinnande.
Stictia carolina är en stor, gulsvart rovstekel med en snabb, surrande flykt. Honorna gräver enkla bon i marken, bestående av en gång som slutar i en larvkammare på cirka 15 centimeters djup. Honorna kan lägga flera ägg, men bara ett ägg läggs i varje bo. Varje larv förses av honan med mellan 30 och 60 bromsar som föda.